# Нестерівка (Куп'янський район)
Нестері́вка —  село в Україні, у Великобурлуцькій селищній громаді Куп'янського району Харківської області. Населення становить 15 осіб. До 2020 орган місцевого самоврядування — Шипуватська сільська рада.

## Географія
Село Нестерівка знаходиться на правому березі річки Великий Бурлук, вище за течією на відстані 1 км знаходиться селище Нова Олександрівка, нижчих за течією - Середній Бурлук.

## Історія
12 червня 2020 року, відповідно до розпорядження Кабінету Міністрів України № 725-р «Про визначення адміністративних центрів та затвердження територій територіальних громад Харківської області», Новоолександрівська сільська рада об'єднана з Великобурлуцькою селищною громадою.
19 липня 2020 року, в результаті адміністративно-територіальної реформи та ліквідації Великобурлуцького району, село увійшло до складу Куп'янського району Харківської області.
24 лютого 2022 року почалася російська окупація села.
11 вересня 2022 року під час слобожанського контрнаступу Збройних сил України від російських окупантів звільнено населені пункти Великобурлуцької селищної територіальної громади.